# Josef Fanta (ekolog)
Josef Fanta (* 3. července 1931 Kolín) je český lesnický a krajinný ekolog.

## Život
Vystudoval Lesnickou fakultu ČVUT v Praze, pak pracoval ve Výzkumném ústavu lesního hospodářství a myslivosti. Na počátku 60. let 20. století připravoval vyhlášení Krkonošského národního parku a pak byl náměstkem ředitele Správy parku. Po roce 1968 pracoval jako dělník a v roce 1977 emigroval do Nizozemska. Pracoval v nizozemském Institutu pro výzkum lesa a krajiny a později na univerzitě v Amsterodamu a ve Wageningenu. S nadací FACE spolupracoval při obnově lesů v Krkonoších v 90. letech. V létě 2011 se postavil proti kácení kůrovcem napadených smrků v oblasti podmáčených smrčin Na Ztraceném v Národním parku Šumava.

## Ocenění
- V roce 2007 obdržel Cenu ministra životního prostředí za rok 2006 za celoživotní přínos ochraně přírody a vědecké ekologii.[2]

- V roce 2015 se stal laureátem Ceny Josefa Vavrouška[3][4][5], která mu byla udělena za celoživotní odborné prosazování metod péče o les nejen v chráněných územích s důrazem na přirozenou obnovu, za hlavní podíl na obnově lesa zničeného kyselými dešti v Krkonošském národním parku a za přenos zkušeností a poznatků ze zahraničí do České republiky. V Nizozemsku byl oceněn titulem důstojníka řádu Oranje-Nassau.
- 28. října 2023 dostal z rukou prezidenta Petra Pavla Medaili Za zásluhy o stát 1. stupně v oblasti vědy.[6]